# Colonial Street
Colonial Street est une rue située dans le backlot des Universal Studios d'Universal City en Californie. Elle est constituée de décors permanents pour des scènes tournées à l'extérieur dans des productions cinématographiques ou télévisuelles. L'ensemble de la rue a une longue histoire, couvrant plus de 60 ans de films et de séries télévisées. Elle a été utilisée dans le cadre du tournage de la série télévisée Desperate Housewives, dans laquelle elle porte le nom de Wisteria Lane.

## Histoire

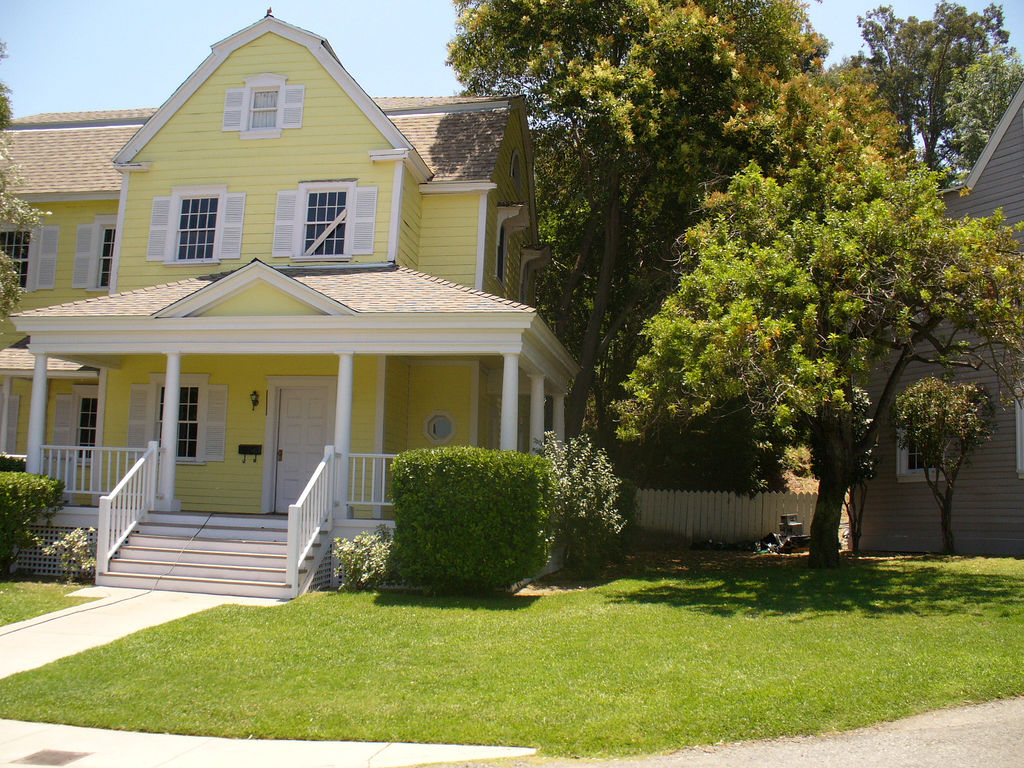
Corner House (1936).

Colonial Street a ses origines en 1946, lorsque quelques maisons ont été construites dans le plateau 12 des Universal Studios pour le film Ainsi va mon cœur. Après le film, les ensembles ont été mis en stock. En 1950, les maisons ainsi que d'autres ensembles ont été déplacés à l'extérieur au bord nord du backlot (anciennement River Road) et a été nommé Colonial Street. La première maison dans la rue est le Colonial Mansion (détruite pour la deuxième saison de Desperate Housewives). L'année 1964 a vu l'ouverture de Universal Studios Hollywood, jusqu'à côtés des studios de tournage. Colonial Street (avec la maison de Psychose) était une attraction populaire. En 1981, Colonial Street est déplacée vers son emplacement actuel de l'autre côté du backlot. Tous les bâtiments n'ont pas été transférés dans la nouvelle Colonial Street, certains faisant partie de Industrial Street, maintenant connue sous le nom de Elm Street.
En 1987, la rue est retravaillée pour la comédie Les Banlieusards avec Tom Hanks. L'ancienne maison de Leave It to Beaver est supprimée, car de grandes maisons étaient nécessaires pour le film. Après le film, les maisons sont réarrangées à nouveau afin que Circle Drive soit reliée une fois de plus. En 1996, une nouvelle maison de Leave It to Beaver est construite pour le film de 1997 Petit poucet l'espiègle (appelée Morrison Home). Aussi pendant ce temps, en 1999, le Klopeck House Building est relooké. Colonial Street est demeurée inchangée jusqu'en 2004 et la série Desperate Housewives. Elle sert ainsi de décor à Wisteria Lane, une rue de la ville fictive de Fairview. Les maisons sont rénovées et repeintes avec des couleurs pastel.
En 2005, Circle Drive est réorganisée : la Colonial Mansion, l'église et les façades de l'école et magasin sont retirées pour permettre la construction de deux nouvelles maisons la Edie Britt's House et la Buble House ainsi qu'un parc. En 2007, la Bachelor Father House est détruite pour une nouvelle maison la McCluskey's Home qui est peinte en bleu clair tout comme l'ancienne maison détruite.

## Wisteria Lane
Wisteria Lane est une rue fictive, apparaissant dans la série télévisée américaine Desperate Housewives. La rue est située dans la ville de Fairview, dans l'État fictif d'Eagle State. Elle reflète la vision stéréotypée de la banlieue américaine : pelouses parfaitement entretenues, des maisons confortables et des clôtures blanches. Elle est le cadre principal de la série. Lors de la sixième saison, onze maisons sont habitées par des personnages de la série.

## Maisons
| Colonial Street                                          | Colonial Street                                                     | Colonial Street                             | Colonial Street      | Colonial Street | Colonial Street                                                                                 | Colonial Street |
| Numéro                                                   | Image                                                               | Nom                                         | Période              | Productions | Productions                                                                                     | Productions |
| Numéro                                                   | Image                                                               | Nom                                         | Période              | Hors Desperate Housewives | Desperate Housewives                                                                            | Desperate Housewives |
| Numéro                                                   | Image                                                               | Nom                                         | Période              | Hors Desperate Housewives | Adresses                                                                                        | Familles |
| -------------------------------------------------------- | ------------------------------------------------------------------- | ------------------------------------------- | -------------------- | --- | ----------------------------------------------------------------------------------------------- | --- |
| BLDG #1                                                  |                                                                     | Delta House (à l'origine Keller House)      | depuis 1950          | - La Maison des otages (1955) - Lucas Tanner (en) (1974–75) - Delta House (1979) - Les Banlieusards (1989) - Ladykillers (2004) | 4347 Wisteria Lane                                                                              | Ida Greenberg (?–2008) Mitzi Kinsky (depuis 2009) |
| BLDG #2                                                  |                                                                     | Allison Home                                | depuis 1946          | - Ainsi va mon cœur (1946) - Harvey (1950) - The Ghost and Mr. Chicken (1966) - Delta House (1979) - Les Banlieusards (1989) - Ladykillers (2004) - Gibby (2016) | 4349 Wisteria Lane                                                                              | Gabrielle Solis (2003-2018) Carlos Solis (2003–2006 et (2008-2018)                                                                                   |
| BLDG #3                                                  |                                                                     | Munster Home (à l'origine Maxim house)      | depuis 1946          | - Ainsi va mon cœur (1946) - Les Monstres (1964–1966) - Les Banlieusards (1989) - Sliders : Les Mondes parallèles (1996) - Les petites canailles à la rescousse (2014) - Gibby (2016)                                                                                          | 4351 Wisteria Lane                                                                              | Famille Mullin (?-2005) |
| BLDG #3                                                  | Betty Applewhite (2005–2006)                                        | Munster Home (à l'origine Maxim house)      | depuis 1946          | - Ainsi va mon cœur (1946) - Les Monstres (1964–1966) - Les Banlieusards (1989) - Sliders : Les Mondes parallèles (1996) - Les petites canailles à la rescousse (2014) - Gibby (2016)                                                                                          | 4351 Wisteria Lane                                                                              | |
| BLDG #3                                                  | Alma Hodge (2007)                                                   | Munster Home (à l'origine Maxim house)      | depuis 1946          | - Ainsi va mon cœur (1946) - Les Monstres (1964–1966) - Les Banlieusards (1989) - Sliders : Les Mondes parallèles (1996) - Les petites canailles à la rescousse (2014) - Gibby (2016)                                                                                          | 4351 Wisteria Lane                                                                              | |
| BLDG #3                                                  | Hunter/McDermott (depuis 2007)                                      | Munster Home (à l'origine Maxim house)      | depuis 1946          | - Ainsi va mon cœur (1946) - Les Monstres (1964–1966) - Les Banlieusards (1989) - Sliders : Les Mondes parallèles (1996) - Les petites canailles à la rescousse (2014) - Gibby (2016)                                                                                          | 4351 Wisteria Lane                                                                              | |
| BLDG #4                                                  |                                                                     | Johnson Home                                | depuis 1955          | - All that heaven Allows (1955) - The Hardy Boys (1977–79) - The New Lassie (1989) - Les Banlieusards (1989) - Casper l'apprenti fantôme (1997) - Deep Impact (1998) - CSI Las Vegas (2015) - Gibby (2016) - The Boyfriend : Pourquoi lui ? (2016) - Mes premières fois (2020) | 4353 Wisteria Lane                                                                              | Susan Mayer (1992-2017) |
| BLDG #5                                                  |                                                                     | Dana Home                                   | depuis 1941          | - Toute à toi (1941) - Bedtime for Bonzo (1951) - Le Piment de la vie (1963) - Les Banlieusards (1989) - Les petites canailles à la rescousse (2014) - Gibby (2016) - The Boyfriend : Pourquoi lui ? (2016)                                                                    | 4355 Wisteria Lane                                                                              | Famille Scavo (1998-2017) |
| BLDG #6                                                  |                                                                     | McCluskey Home                              | au moins 1954-2007   | - Les petites canailles à la rescousse (2014) - About a Boy (2014–2015) - Gibby (2016) - The Boyfriend : Pourquoi lui ? (2016) | 4358 Wisteria Lane                                                                              | Karen McCluskey (1964-2017) Roy Bender (depuis 2014)                                                                                                 |
| BLDG #7                                                  |                                                                     | Walter's House                              | depuis environ 1987  | - Les Banlieusards (1989) - Sliders : Les Mondes parallèles (1996) - About a Boy (2014–2015) - Les petites canailles à la rescousse (2014) - Gibby (2016) - Parenthood (2010)                                                                                                  | 4356 Wisteria Lane                                                                              | Lilian Simms (?–2004) Katherine Mayfair (1994–1995)                                                                                                  |
| BLDG #7                                                  | Mike Delfino (2004–2007)                                            | Walter's House                              | depuis environ 1987  | - Les Banlieusards (1989) - Sliders : Les Mondes parallèles (1996) - About a Boy (2014–2015) - Les petites canailles à la rescousse (2014) - Gibby (2016) - Parenthood (2010)                                                                                                  | 4356 Wisteria Lane                                                                              | |
| BLDG #7                                                  | Carlos Solis (2006–2007)                                            | Walter's House                              | depuis environ 1987  | - Les Banlieusards (1989) - Sliders : Les Mondes parallèles (1996) - About a Boy (2014–2015) - Les petites canailles à la rescousse (2014) - Gibby (2016) - Parenthood (2010)                                                                                                  | 4356 Wisteria Lane                                                                              | |
| BLDG #7                                                  | Katherine Mayfair (2007–2014)                                       | Walter's House                              | depuis environ 1987  | - Les Banlieusards (1989) - Sliders : Les Mondes parallèles (1996) - About a Boy (2014–2015) - Les petites canailles à la rescousse (2014) - Gibby (2016) - Parenthood (2010)                                                                                                  | 4356 Wisteria Lane                                                                              | |
| BLDG #8                                                  |                                                                     | The Klopeck House Building                  | depuis environ 1999  | - Les Banlieusards (1989) - Sliders : Les Mondes parallèles (1996) - Providence (1999–2002) - Gibby (2016) - The Boyfriend : Pourquoi lui ? (2016) | 4354 Wisteria Lane                                                                              | Famille Van de Kamp/Hodge (1994-2019) (maison modifiée depuis Les Banlieusards)                                                                      |
| BLDG #9                                                  |                                                                     | Leave It To Beaver House                    | depuis 1996          | - Sliders : Les Mondes parallèles (1996) - Petit poucet l'espiègle (1997) - Deep Impact (1998) - Psycho (1998) - Malcolm (2001) - Gibby (2016) - The Boyfriend : Pourquoi lui ? (2016)                                                                                         | 4352 Wisteria Lane                                                                              | Famille Young (1990–2006) |
| BLDG #9                                                  | Famille Shepherd (2006)                                             | Leave It To Beaver House                    | depuis 1996          | - Sliders : Les Mondes parallèles (1996) - Petit poucet l'espiègle (1997) - Deep Impact (1998) - Psycho (1998) - Malcolm (2001) - Gibby (2016) - The Boyfriend : Pourquoi lui ? (2016)                                                                                         | 4352 Wisteria Lane                                                                              | |
| BLDG #9                                                  | Famille Bolen (2013)                                                | Leave It To Beaver House                    | depuis 1996          | - Sliders : Les Mondes parallèles (1996) - Petit poucet l'espiègle (1997) - Deep Impact (1998) - Psycho (1998) - Malcolm (2001) - Gibby (2016) - The Boyfriend : Pourquoi lui ? (2016)                                                                                         | 4352 Wisteria Lane                                                                              | |
| BLDG #10                                                 |                                                                     | Cromwell Home or Pink Palace, Dragnet House | depuis au moins 1955 | - One Desire (1955) - Dragnet (série) - Adam 12 (série) - The Car (1977) - Les Banlieusards (1989) - Ladykillers (2004) - Gibby (2016) | 4350 Wisteria Lane                                                                              | Martha Huber (?-2004) |
| BLDG #10                                                 | Felicia Tilman (2004–06)                                            | Cromwell Home or Pink Palace, Dragnet House | depuis au moins 1955 | - One Desire (1955) - Dragnet (série) - Adam 12 (série) - The Car (1977) - Les Banlieusards (1989) - Ladykillers (2004) - Gibby (2016) | 4350 Wisteria Lane                                                                              | |
| BLDG #10                                                 | Famille Adams (saisons 4 & 5)                                       | Cromwell Home or Pink Palace, Dragnet House | depuis au moins 1955 | - One Desire (1955) - Dragnet (série) - Adam 12 (série) - The Car (1977) - Les Banlieusards (1989) - Ladykillers (2004) - Gibby (2016) | 4350 Wisteria Lane                                                                              | |
| BLDG #10                                                 | Alex Cominis & Andrew Van de Kamp (depuis le milieu de la saison 5) | Cromwell Home or Pink Palace, Dragnet House | depuis au moins 1955 | - One Desire (1955) - Dragnet (série) - Adam 12 (série) - The Car (1977) - Les Banlieusards (1989) - Ladykillers (2004) - Gibby (2016) | 4350 Wisteria Lane                                                                              | |
| BLDG #11                                                 |                                                                     | Drew House                                  | depuis 1977          | - The Nancy Drew Mysteries (1977–1978) - Les Banlieusards (1989) - Ladykillers (2004) | 4348 Wisteria Lane                                                                              | - Rose Kemper (?-2013) |
| BLDG #12                                                 |                                                                     | Corner House                                | depuis 1936          | - Trois jeunes filles à la page (1936) - La Poursuite impitoyable (1966) - Deanna et ses boys (1937) - Matlock (1986–1995) | 4346 Wisteria Lane                                                                              | - non occupée (mais repeinte), utilisée comme maison de sécurité pour empêcher l'accès non autorisé à la rue                                         |
| BLDG #13                                                 |                                                                     | Seven Gables                                | depuis 1940          | - The House of the Seven Gables (1940) | 4344 Wisteria Lane                                                                              | - non occupée (mais repeinte) |
| BLDG #14                                                 |                                                                     | Psycho house                                | 1960-82              | - Psychose (1960) |                                                                                                 | |
| BLDG #14                                                 |                                                                     | Chicken Ranch                               | depuis 1982          | - Best Little Whorehouse in Texas (1982) - Arabesque (1984-1996) - Father's Day (1997) - Le Visiteur (1997) - La Maison des 1 000 morts (2000) - Ghost Whisperer (2005) - About a Boy (2014–Présent)                                                                           | - jamais utilisée, mais on peut l’apercevoir dans le générique de Another Desperate Housewives. | |
| Circle Drive (fin de Colonial Street avec le cul-de-sac) |                                                                     |                                             |                      | |                                                                                                 | |
| BLDG #1                                                  |                                                                     | Colonial Mansion                            | 1927–2005            | - Uncle Tom's Cabin (1927) - Écrit sur du vent (1956) - Casper (1995) - Casper l'apprenti fantôme (1997) | - zone jamais vue jusqu'à la saison 2 (2005) quand la maison a été détruite pour la série       | - zone jamais vue jusqu'à la saison 2 (2005) quand la maison a été détruite pour la série                                                            |
| BLDG #1                                                  |                                                                     | Parc                                        | depuis 2005          | - construit en 2005 pour la saison 2 de Desperate Housewives | - vu comme un parc depuis la saison 2 (2005)                                                    | - vu comme un parc depuis la saison 2 (2005) |
| BLDG #2                                                  |                                                                     | Église (façade)                             | 1964–2005            | - Les Monstres (1964) - Arabesque (1984) | - zone jamais vue jusqu'à la saison 2 (2005) quand l'église a été détruite pour la série        | - zone jamais vue jusqu'à la saison 2 (2005) quand l'église a été détruite pour la série                                                             |
| BLDG #2                                                  |                                                                     | Edie Britt's Home                           | depuis 2005          | - Telenovela (2015) - Rush Hour (2016) | 4362 Wisteria Lane                                                                              | Edie Britt (2004–2009) Renee Perry (depuis 2010) (construite en 2005 pour la saison 2 de Desperate Housewives)                                       |
| BLDGS #3, 4, 5, 6                                        |                                                                     | École (façade) Magasins (façades)           | inconnu-2005         | | - zone jamais vue jusqu'à la saison 2 (2005) quand les façades ont été détruites pour la série  | - zone jamais vue jusqu'à la saison 2 (2005) quand les façades ont été détruites pour la série                                                       |
| BLDGS #3, 4, 5, 6                                        |                                                                     | Buble House                                 | depuis 2005          | - Gibby (2016) - Rush Hour (2016) | 4360 Wisteria Lane                                                                              | - non mentionnée même si une femme non créditée est vue au no 4360 dans l'épisode 4x02 - construite en 2005 pour la saison 2 de Desperate Housewives |

## Productions
Plusieurs séries télévisées et films ont été tournés à Colonial Street :
- Desperate Houswives
- Bedtime for Bonzo[10]
- Beethoven[17]
- Arabesque
- Deep Impact
- Best Little Whorehouse in Texas[18]
- La Maison des 1000 morts
- Buffy contre les vampires[17]
- Les Banlieusards[17]
- Malcolm (saison 3, épisode 3)
- Sliders[17]
- Casper[19]
- Ladykillers[20]
- Ghost Whisperer
- Les petites canailles à la rescousse[21]
- L'Homme qui rétrécit
- Ne m'envoyez pas de fleurs
- CSI Las Vegas (saison 15 episode 17)
- Gibby : un amour de singe[22]
- The Boyfriend : Pourquoi lui ?
- Rush Hour
- Telenovela
- Quatre Bassets pour un danois

- Good Girls S04E04

En outre, certains clips ont utilisé la rue pour filmer des scènes :
- Smash Mouth - All Star (1999)
- The Offspring - Why Don't You Get a Job? (1999)
- Diddy featuring Black Rob & Mark Curry - BadBoy for Life (2001)
- Nelly featuring Kelly Rowland - Dilemma (2002)
- Boxcar Racer - There Is (2003)
- Michael Bublé - It's A Beautiful Day (2013)
- Melanie B - For Once in My Life (2013)
- Bring Me the Horizon song - Follow You (2016)
- The little rascals save the day  (2014)